# LEDパレード
LEDパレード（えるいーでぃーぱれーど）は、全身に電飾を身につけた光のアーティスト。2008年から活動を始め、アーティストTemplate:モリタク(ものまね芸人、NODOKA(シンガー))の衣装や道具なども作っている。ハロウィンの時は、渋谷スクランブル交差点に出没まばゆい光で注目される。普段は、渋谷スクランブル交差点、新宿アルタ前などにでてきて宣伝活動をしてる。

## 出演
- 「グラスホッパー」
- 「ageha Halloween2015」優勝
- 「SHIBUYAオトナハロウィーン」準優勝
- 「ESPRIT 六本木2015」準優勝
- 「小倉ハロウィーン2016」ベストユニーク賞
- 「めざましテレビ」フジテレビ
- 「情報プレゼンター とくダネ!」フジテレビ
- 「ドキュメント72時間」NHK